# Boothiomyces macroporosum
Boothiomyces macroporosum är en svampart som först beskrevs av Karling, och fick sitt nu gällande namn av Letcher 2006. Boothiomyces macroporosum ingår i släktet Boothiomyces och familjen Terramycetaceae.   Inga underarter finns listade i Catalogue of Life.